# Kostel svatého Vavřince (Korolupy)

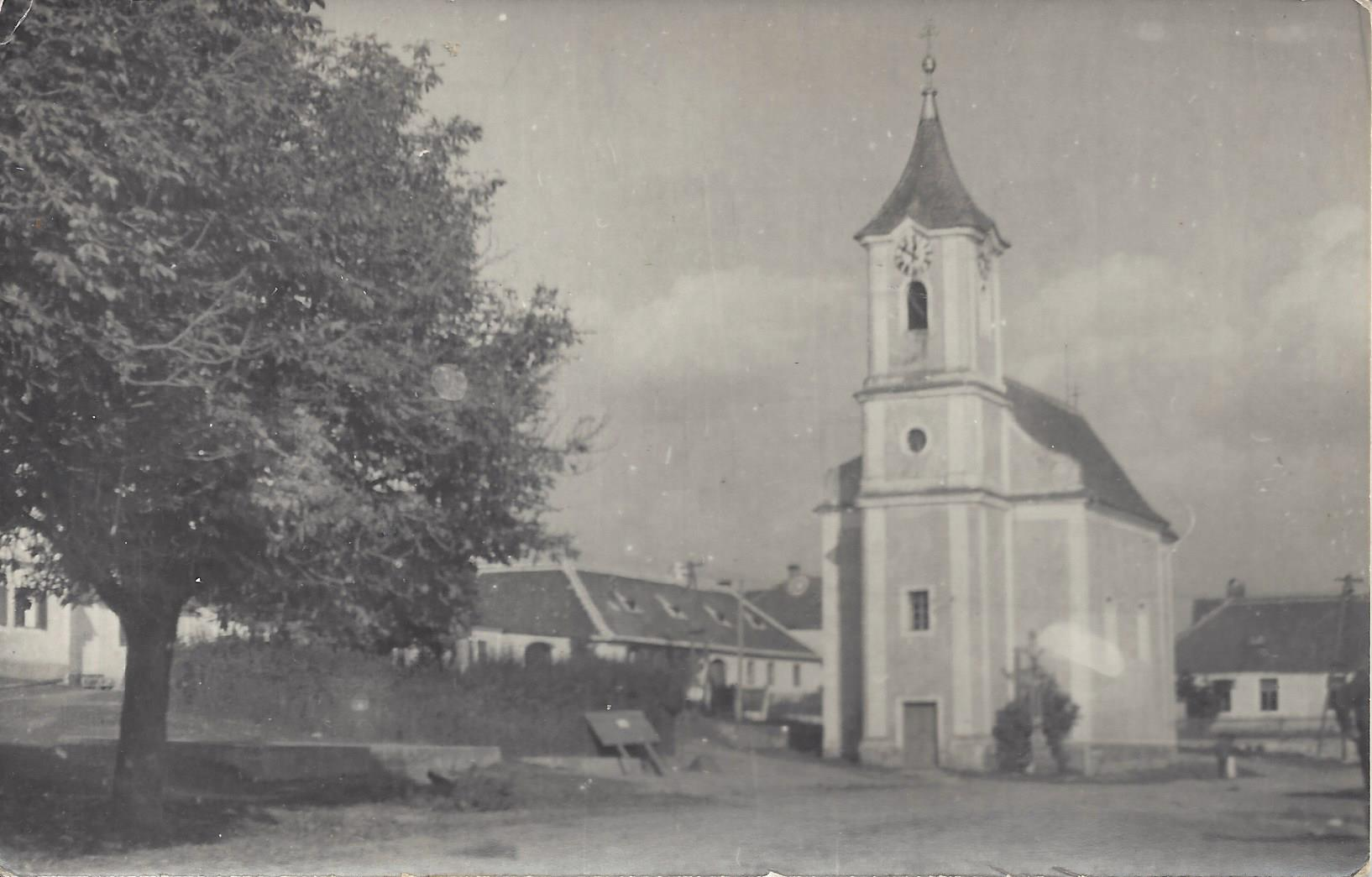
Korolupy, náves s kostelem sv. Vavřince v 50. letech 20. století

Římskokatolický farní kostel svatého Vavřince je architektonická a kulturní památka České republiky v centru obce Korolupy.

## Historie
Na místě dnešního kostela stávala dříve boží muka, u nichž se každou neděli obyvatelé Korolup modlili. Historické prameny uvádí, že obec spadala od nepaměti pod bítovskou farnost a od roku 1786 neúspěšně žádala o zřízení vlastní farnosti. V roce 1797 mohlo být započato se stavbou kaple, která byla 2. srpna 1798 dokončena a zasvěcena patronovi sv. Vavřinci (Heilige Laurentius, Levit und Martyrer). První mše svatá se ale konala až 24. července 1800. Hřbitov se zdobenou barokní bránou (za obcí směrem na Vysočany) vysvětil farář v roce 1806. Rozšíření kaple sv. Vavřince o sakristii proběhlo v roce 1853. V roce 1860 následovaly další stavební úpravy. Alois Hrudička v Topografii diecéze brněnské uvádí také opravy z roku 1896. Korolupská farnost čítala v roce 1861 386 katolíků, z toho 50 dětí školou povinných. V roce 1938 spadala pod Brněnské biskupství, děkanát Vranov č. 4 a farnost sestávala pouze z obce Korolupy.

### Donace
V roce 1857 daroval Augustin Beer (* 25. srpna 1784, Korolupy čp. 57 - † 20. března 1860, Waidhofen an der Ybbs), syn korolupského mistra mlynářského Michaela Beera, děkan a městský farář z Waidhofenu an der Ybbs, obci Korolupy 6 000 zlatých v cenných papírech. Obec se zavázala z finančního daru postavit farní a školní budovu a nově postavenou faru s kostelem udržovat a dotovat: mimo 4 měřic polí a 2 měřic luk nadala obec faru ještě každoročně 8 měřicemi pšenice, 10 měřicemi žita, 15 měřicemi ovsa, 2 mandeli (2x 15 snopů) pšeničné slámy a 6 sáhy měkkého dřeva. Dále byl z donace do kostela pořízen 1 tabernákel s oltářem, nad kterým visel na zadní stěně obraz sv. Vavřince a 4 další obrazy s řádovými svatými. Ze zrušeného augustiniánského kláštera ve Vratěníně byly v roce 1859 taktéž zakoupeny 4 deskové obrazy, z toho jeden drahocenný stříbrem vyšívaný.
Další korolupský donátor obdaroval kostel 6 dřevěnými pozlacenými lustry. Z farních sbírek pan farář Sperka zakoupil v roce 1897 positiv se 4 rejstříky. Ze sbírek pocházely dále: mešní oděvy, potřeby k celebrování, 1 pozlacený stříbrný kalich, 1 pozlacená monstrance (z lat. monstrare „ukázat“) z mědi, 1 lampa ze stříbra a platiny, 2 pozlacené stříbrné konvice a tác, 6 velkých cínových svícnů, 1 ciborium, 3 další deskové obrazy, prádlo, oltářní polštář, bela, mešní a ministrantské oděvy. Donátor děkan Augustin Beer si z darovaného obnosu 2 100 zlatých pro sebe vymínil 1 rekviem, část (37 zlatých a 50 krejcarů) měla ročně připadnout farnosti a zbylá část bez testamentu zemřelému faráři Schmiedmayerovi.
V neděli 15. listopadu 1896 proběhlo slavnostní vysvěcení postranního oltáře, který vyrobil a pozlatil společně se soškou Panny Marie lurdské (Maria Lourdes-Statue) znojemský pozlacovač Wenzel Heubl (Znojmo, Schlossergasse čp. 11). Slavnostní průvod sestávající ze školního žactva a učitelů, bíle oděných družiček, dobrovolných hasičů (freiwillige Fenerwehr), duchovenstva, zástupců obce a členů místní školní rady se vydal v půl třetí odpoledně od fary ke kostelu, kde pan farář z Lubnice celebroval slavnostní mši svatou a při které také poděkoval nejen dárcům manželům Martinovi a Katharině Blei z Korolup za obdarování kostela novým oltářem a sochou Panny Marie, ale také všem dalším dosavadním donátorům. Po té následovalo odhalení a svěcení pana faráře Martina Sperky z Korolup za asistence duchovních z Bítova a Lubnice. Na závěr zapěli žáci z obecné školy pod vedením pana řídícího Ernesta Körnera a pan farář Sperka všem požehnal.

### Farní budova
Farní budovu čp. 58 (čp. 77 staré číslování) vystavěla obec v roce 1857 jako jednopatrovou budovu se 4 obytnými místnostmi a krytou pálenými cihlami. Obec se sice zavázala faru vybavit také nábytkem, ale oba duchovní shledali nábytek nevhodným a museli si nakonec pořídit za své peníze nábytek nový a podle jejich zprávy značně dražší. V roce 1861 se obci podařilo dobudovat i slíbenou hospodářskou budovu (stodolu) a dodat i ovocnou zahradu o 80 m². To je také důvod, proč farní zahrada nenavazuje přímo na objekt fary a je obehnána kamennou zídkou. Farní zahrada přiléhá na budovu původní obecní kovárny (nyní klubovny Mysliveckého sdružení). K faře s předzahrádkou se přicházelo barokní valenou bránou, která byla po válce novoosídlenci zbořena a nahrazena drátěnou brankou. V srpnu 2013 daroval korolupský farář Stanislav Kryštof budově fary a hospodářským objektům novou střechu.
Matriky vedli od roku 1751 duchovní na faře v Bítově, po odfaření v roce 1858 na faře v Korolupech. Luteránští Strejnové prodali bítovské panství Fridrichu Jankovskému, ale právo obsazovat bítovskou faru si ponechali. Hrabě Fridrich, ačkoliv katolík, byl velmi tolerantní a ke katolizaci v obci došlo teprve až po úmrtí korolupského protestantského pastora Jana Konečného v roce 1621. Na příkaz kardinála Ditrichštejna byli nekatoličtí kazatelé vyháněni už od roku 1624, ale na bítovskou faru byl investován katolický farář Jan Zagrabinus (Záhřebský) až v roce 1630. Z řad aktivních jezuitů ze Znojma pocházel v roce 1650 Matouš Bedzik a teprve po smrti Hynka Jankovského z Bítova (Jankovští z Vlašimi) v roce 1653 dosadila katolického faráře konzistoř.

### Duchovní správa
Duchovní správci farnosti patřili v obci k váženým osobnostem. Jako první působil od 29. prosince 1857 na faře Johann Schmiedmayer, který před tím sloužil jako kooperátor v dolnorakouském Waidhofenu an der Ybbs. Narodil se v Českých Budějovicích roku 1820 a jeho vysvěcení proběhlo v roce 1845. Zemřel 30. května 1860. Od 6. srpna 1860 nastoupil farář Joseph Erhard, narozený v roce 1817 v Brně a do té doby sloužící v Lančově.
Anton Pošvář (* 3. srpna 1860 Újezd, † 23. srpna 1924 Korolupy), světský farář (německy Weltpriester) římsko-katolické diecéze v Brně byl v prosinci roku 1885 u c. k. rakouské armády jmenován vojenským kaplanem 2. třídy. V dubnu roku 1887 jej diecéze investovala z Dolní Louky do Břežan (děkanát Olbramkostel), v červenci téhož roku z Břežan do Hostěradic, v září r. 1887 do Vlasatic a 2. ledna 1896 do obce Růžená. Na faru do Korolup byl investován v říjnu 1907. Od podzimu roku 1909 působil také jako dojíždějící duchovní správce v Lubnici. Zapojil se do spolku dobrovolných hasičů (Freiwillige Feuerwehr), aktivně pracoval jako předseda v místní školské radě a zveleboval kostel sv. Vavřince.
- 1858–⁠1860 Johann Schmidmayer (* 1820 České Budějovice, † 11.06.1860 Korolupy), svátost kněžství r. 1845, prezentován 29. prosince 1857 a od 3. ledna 1858 na faře v Korolupech, po jeho smrti přechodně administrátor excurrendo  farář František Trnka z Bítova[17][18]
- 1860–⁠1885 Josef Erhard (* 1817 Brno, † 1885 v 58 letech), svátost kněžství 1844,[19][20] r. 1866 zásluhy o pozdvižení školství společně s korolupským starostou Francem Schwarzem,[21][22] přechodně po jeho smrti administrátor excurrendo Johann Komzák, farář z Bítova
- 1885–⁠1904 Martin Sperka (* 10.10.1847 Lysovice), přeložen z Pasohlávek,[23] svátost kněžství 23.07.1873, v roce 1903 čítala farnost 403 katolíků[24][25][26]
- 1904–⁠1907 Admodum Reverendus Dominus Josef Anderl junior (* 28.10.1863 Uherčice), svátost kněžství 23.07.1889, investován v Korolupech od 01.07.1904[27]
- 1907–⁠1924 Admodum Reverendus Dominus Anton Pošvář (* 3.08.1860 Újezd, † 23.08.1924 Korolupy), svátost kněžství 26.07.1885[28][29]
- 1924–1926 viceděkan Josef Václavík (* 24.03.1864 Vracovice), svátost kněžství 26.07.1887, od roku 1900 v Lubnici,[30]
- 1926–1934 viceděkan František de Paula Peroutka (* 17.02.1871 Měřín, † 1934 Korolupy), svátost kněžství 29.07.1897, r. 1902 investován v Sedleci, sloužil v Nových Sadech,[31][32]

Úmrtí. V Korolupech náhle zemřel byv raněn mozkovou mrtvicí viceděkan P. František Peroutka ve stáří 63 roků. Pohřbu se zúčastnilo 36 kněží. Nad rakví v kostele měl kázání soused. farář z Vratěnína. Na hřbitově promluvil vdp. děkan Thomas, který ocenil práci zesnulého. Se zesnulým se rozloučil důst. pan rada z Kdousova a důst. pan rada ze Slavonic. Ku konci všem poděkoval za doprovození německy a česky jeho bratr Em. Peroutka z Vladislavi.
Stráž, 16.8.1934
- Josef Thomas[34]
- Heinrich Barde (administrátor)
- 1936–⁠1945 Julius Appeltauer (* 11.04.1914 Korolupy),[35] odsunut s německým obyvatelstvem v roce 1946[36][37]

- 1945–1949 dp. Metoděj Sláma z Velkého Újezda (* 13.09.1911 v Černá Hoře u Blanska), studoval na gymnáziu v Boskovicích, doktor přírodních věd)[38], 1945–1949 farnost Korolupy a Lubnice, 1949–1960 v Hrušovanech, 1.7.1960-30.9.1960 administrátor v Lanžhotě, pak v Dolních Věstonicích (Národní knihovna ČR)[39]

- 1949–1951 dp. Ludvík Gazda (* 19.07.1921 Brumovice, † 07.07.1993 Lipůvka), bývalý skaut, za druhé sv. války vystudoval teologii, svátost kněžství v roce 1945, před odebráním souhlasu k výkonu kněžské služby působil v Jemnici (1947 kaplan, kulturní referent okresního výboru lidové mládeže v Jemnici, člen výboru jemnické jednoty Čsl. Orla),[40] od roku 1949 v Korolupech a Lubnici, od roku 1951 komunisty vězněn (odvezen StB do Jihlavy), zbaven občanských práv, státního souhlasu a odsouzen k propadnutí majetku, po propuštění z vězení pracoval v zemědělství a na Ústředí lidové umělecké výroby, po navrácení souhlasu sloužil ve Šlapanicích u Brna, 1960–srpen 1969 administrátor na Starém Brně v kostele Nanebevzetí P. Marie, od roku 1962 evidován u StB Brno,[41] 1969–1978 v Blansku, odtud odešel do Telnice, kde se dožil sametové revoluce, následně dva roky v Brně a nakonec v blízké Lipůvce, kde zemřel.[42][43][44]

Malá vzpomínka na P. Ludvíka Gazdu. Řekne-li se mezi skalními farníky P. Ludvík Gazda, na tvářích se objeví úsměv a slyšíte: náboženství, výlety, sbor. Probudil život ve farnosti. Tento rodák z Brumovic přišel do Blanska v r. 1969 a odcházel roku 1978. Měl už za sebou vězení a ztrátu občanských práv i státního souhlasu, propadnutí majetku, práci v zemědělství i Ústředí lidové umělecké výroby. Před i po odebrání souhlasu k výkonu kněžské služby působil jako administrátor v Jemnici, Korolupech, Lubnici, Šlapanicích u Brna i na Starém Brně. Z Blanska odcházel do Telnice, kde se dožil sametové revoluce, pak byl na dva roky přesunut do Brna a nakonec do blízké Lipůvky. Zemřel 7. 7. 1993.
Plášt svatého Martina, občasník 3/2015
- 1954–2005 dp. Jan Handlíř (* 25.01.1918 Kloboučky, † 28.12.2005), svátost kněžství 19.06.1943 v Brně, od r. 1954 farář v Korolupech a excurrendo administrátor v Bítově.[46] Rozloučení se zesnulým dp. Janem Handlířem proběhlo při eucharistické oběti ve čtvrtek dne 5. ledna 2006 ve 14.30 hodin v kostele sv. Vavřince v Korolupech.

Od roku 2007 působil na farnosti vikář páter Stanislav Kryštof, narozen 21. 12. 1939 v Dubňanech. Jeho vysvěcení proběhlo 26. června 1983 v Brně. Prvním působištěm se mu staly Šlapanice u Brna, o rok později působil na farnosti Křenovice u Slavkova. V roce 1985 nastoupil do Královopolských Vážan a půl roku spravoval blízké Račice. Od podzimu 1992 sloužil v Kdousově (děkanství Velké Meziříčí) a po roce ve Velkém Újezdu a Podolí (1993). Od roku 2002 byl výpomocným duchovním: ve farnostech Velké Meziříčí, Netín, Bory a Uhřínov a posledních sedm let na farnosti v Korolupech. Zde zůstal i po ukončení aktivní služby. Zemřel 8. srpna 2018 v nemocnici ve Znojmě a jeho tělo bylo uloženo do kněžského hrobu na místním hřbitově v Korolupech.

## Popis kostela

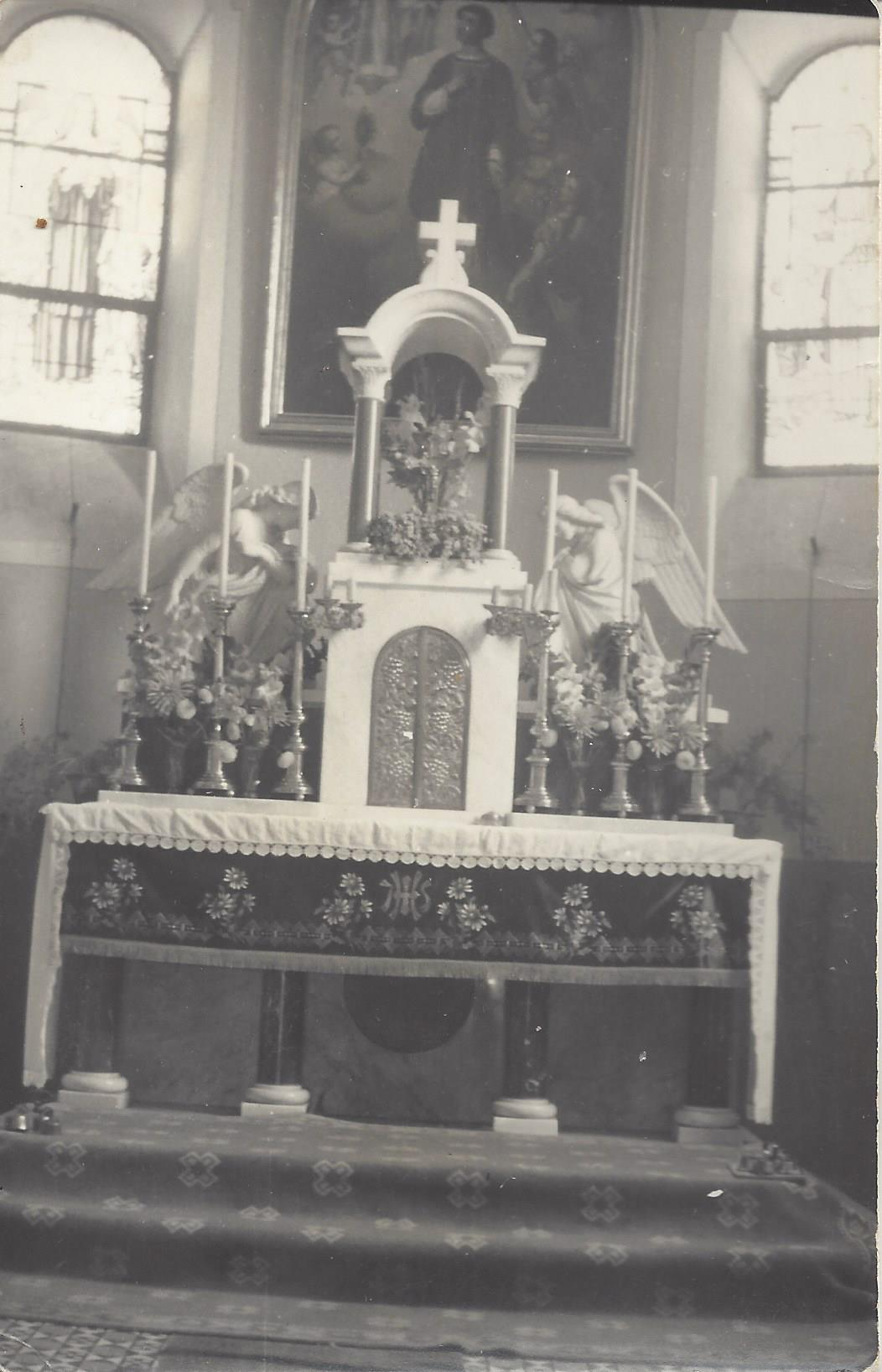
Vnitřek kostela – kněžiště zakončeno polokruhem a osvětleno dvěma okny s tabernáklem na podstavci, v pozadí obraz sv. Vavřince, foto z 50. let 20. století

Kostel sv. Vavřince je orientovaná (hl. vchod západ – kněžiště východ) pozdně barokní podélná jednolodní stavba s odsazeným kněžištěm a polokruhovým závěrem s přistavěnou sakristií při severní (levé) straně lodi. Loď a kněžiště jsou zastřešeny sedlovou střechou pokrytou pálenými taškami. Kostelu dominuje hranolová věž přistavěná k průčelí kostela s dvěma volutovými štíty, odstupňovaná 2 římsami a završená pozdně barokní valenou římsou a stříškou s oplechovanou makovicí s křížem. V horní části věže je na západní čelní, východní a jižní straně umístěn ciferník hodin, zapuštěný do vzedmuté římsy, a pod ním na třech stranách půlkruhově klenuté obdélné okenní otvory do zvonového patra. Na věži se nachází zvon z roku 1799. Vchod do kostela je situován ve spodní části věže. Nad ním je umístěno obdélníkové okno a mezi dvěma římsami v prostřední části věže malý kulatý otvor osvětlující schodiště do zvonového patra.
Hlavním vstupem v západním průčelí se vchází do malé předsíně v hmotě věže a odsud pak původními dřevěnými dveřmi do samotné lodi kostela do podkruchtí s žulovou kropenkou vpravo. V kostelní lodi jsou dochovány jednoduché dřevěné lavice z poloviny 19. století a další zařízení ze zrušeného kláštera augustiniánů ve Vratěníně. Obě strany lodního prostou s lavicemi zdobí obrazy s křížovou cestou. Kněžišti nyní vévodí mramorový oltář z roku 1930 a po levé straně kazatelna. Za ní následuje vchod do patrové sakristie s vchodem na kruchtu s varhany. Do sakristie se vchází i venkovním vchodem na západní straně vlevo od hlavního vchodu kostela. Po pravé straně je umístěn masivní kříž ze žuly, taktéž donace kostelu z roku 1853. Generální opravu číselníku věžních hodin prováděla firma Valla z Vyškova v roce 2003. V roce 2004 proběhla celková oprava fasády i s nátěrem. V roce 2010 při opravě střechy a novém pokrytí byla v makovici věže nalezena zpráva z poslední opravy původním německým obyvatelstvem s dobovými mincemi, která byla do báně vrácena se současnou zprávou a výběrem mincí.

## Varhany
Během působení pana faráře M. Sperky proběhla za přítomnosti mnoha farářů z okolí, pana řídícího a spousty farníků 10. prosince 1897 kolaudace nových varhan od varhanáře Karla Neussera/Carl Neusser z Nového Jičína. Varhany dokonale naladil varhaník z kláštera v Gerasu pan Jg. Gärtner a „regenschori” pan Hermann Schmid. Podle protokolu obou pánů byl výsledek jejich snažení „velmi příznivý, zejména byla pochválena klidná přesná intonace v závislosti na rejstříku, z registrů mimořádně sladký a zbožně působící Salicional, dokonalá mechanika, roztomilá a stylová skříňka.”
Nástroj nově naladil v roce 1990 varhanář Richard Stehlík a v roce 2000 varhany opravovala varhanářská firma z Brna. Samotné varhany jsou evidovány na seznamu movitých kulturních památek. Stůl se čtyřmi pilastry je zapuštěn do kruchty. Šedo-oranžová mramorová skříň (z první poloviny 19. století) je zdobena pozlacenými řezbářskými ornamenty. Skříň podpírají dva hranolové pilíře nadnášející bohatou barokní římsu s tympanonem. Taktéž pozdně empírový prospekt je rozčleněn do pilastrů s mohutnou hlavicí a rozevlátým frontonem. Jedná se o malé jednomanuálové varhany s jedním pedálem, pneumatickou trakturou, kuželkovou vzdušnicí se sedmi rejstříky a dvěma pevnými kolektivy. Na varhany se hraje při bohoslužbách.
Tónový rozsah manuálu C–f3 a pedálu C–c1 v základní poloze (8 stop):
- Principál 8´
- Subbas 16´ Mf
- Gedekt 8´
- Cello 8´ F
- Salicionál 8´
- Oktava 4´
- Mixtur 2×

## Kostely v okolí lokality
| Kaple svatého Cyrila a Metoděje v Bačkovicích Kostel svatého Jiří v Lubnici | Kostel svatého Linharta v Kdousově Kaple Panny Marie v Dobré Vodě u Kdousova Kostel Narození Panny Marie v Kostníkách                                                                      | Kaple Panny Marie Bolestné v Dešově                                                      |
| Kostel Nanebevzetí Panny Marie v Rancířově                                  | větrná růžice | Kostel svatého Václava v Bítově Kostel Nejsvětějšího srdce Páně v Oslnovicích            |
| Kostel svatého Jakuba Většího ve Vratěníně                                  | Kostel Nanebevzetí Panny Marie ve Stálkách Kostel Nanebevzetí Panny Marie v Langau Kostel svatého Petra a Pavla v Drosendorf-Zissersdorfu Kostel svatého Martina v Drosendorf-Zissersdorfu | Kostel svatého Bartoloměje v Šafově Kostel Stětí svatého Jana Křtitele ve Starém Petříně |